# Francisco Arcos
Francisco Arcos Arcos (Ibi, Alicante, 16 de diciembre de 1974) es un entrenador español.

## Biografía
Arcos comenzó su carrera como entrenador en la Peña Madridista de Ibi. En 2002 se incorporó al CD Torrevieja como preparador físico, y tres años más tarde pasó a la UD Altea y se le asignó el mismo rol.
Arcos se mudó al extranjero en 2006, siendo nombrado en el personal de Zoran Vulić en el HNK Hajduk Split, como entrenador físico. Tras la marcha de Vulić, permaneció en su puesto bajo las órdenes de Sergije Krešić y Robert Jarni.  Posteriormente trabajó como entrenador asistente de acondicionamiento físico para el equipo nacional de Croacia antes de volver a unirse a Vulić en el FC Luch-Energiya Vladivostok en enero de 2008, nuevamente como entrenador de acondicionamiento físico, con un contrato de tres años. 
El 23 de junio de 2009, Arcos fue nombrado entrenador interino del Luch, en sustitución de Konstantin Yemelyanov y convirtiéndose en el primer español en dirigir en el país. El 11 de agosto, a pesar de llevar al club a los cuartos de final de la Copa de Rusia por primera vez en su historia, regresó a su papel anterior después de ser reemplazado por Aleksandr Pobegalov. 
En mayo de 2010, Arcos fue nombrado entrenador en lugar del despedido Leonid Nazarenko;  Con el club amenazado con el descenso, logró alcanzar una posición en la mitad de la tabla al final de la temporada. El 27 de enero siguiente, renovó su contrato. El 27 de agosto de 2011, Arcos regresó a España y se unió al Alicante CF de Tercera División, como preparador físico, asistente del entrenador principal y del equipo B, además de ser el coordinador de la cantera del club.  El 3 de abril del año siguiente, fue nombrado entrenador de la UD Rayo Ibense en las ligas regionales. El 15 de diciembre de 2014, a pesar de ganar dieciseis de los primeros diecisiete partidos de la campaña, Arcos fue despedido; Más tarde se reveló que sus "opiniones políticas" fueron la razón principal de su despido. Regresó al Rayo Ibense el 15 de junio de 2017.
En 2020 ascendió con el Athletic Torrellano a Tercera División por primera vez en su historia.

## Trayectoria
En la temporada 2009 se hizo cargo del primer equipo del Luch Energiya tras la destitución de Leonid Nazarenko. Se convirtió así en el primer español en dirigir en el fútbol ruso. El equipo estaba hundido en el descenso y con Arcos consiguió más de 10 victorias consecutivas consiguiendo la salvación de manera solvente. En la siguiente temporada siguió entrenando al equipo de Vladivostok. En la temporada 2011, su tercera como primer entrenador, fue relevado en mayo al poco de comenzar la liga, tras una marcha irregular del equipo. Actualmente se encuentra sin equipo tras comenzar la temporada 2011/12 como preparador físico del Alicante Club de Fútbol y abandonar prematuramente con pocas jornadas disputadas. Es profesor de educación física en un instituto de la provincia de Alicante.
| Club             | Puesto                        | País    | Año       |
| ---------------- | ----------------------------- | ------- | --------- |
| Torrevieja       | preparador físico             | España  | 2002-2005 |
| Altea            | preparador físico             | España  | 2005-2006 |
| Hajduk Split     | preparador físico             | Croacia | 2006-2007 |
| Selección croata | ayudante de preparador físico | Croacia | 2007      |
| Luch-Energiya    | preparador físico             | Rusia   | 2007-2010 |
| Luch-Energiya    | entrenador                    | Rusia   | 2010-2011 |
| Alicante         | preparador físico             | España  | 2011      |
| Rayo Ibense      | entrenador                    | España  | 2012-2014 |
| Muro CF          | entrenador                    | España  | 2016      |